# Janine Lindemulder
Janine Lindemulder (nascuda 1968 o 1969) és una actriu porno estatunidenca, sovint acreditada monònimament com a Janine. És membre del Saló de la Fama de l'AVN i del Saló de la Fama de l'XRCO. El 1999, va aparèixer a la portada de l'àlbum del tercer àlbum d'estudi de la banda de punk rock Blink-182, Enema of the State.

## Inici de la carrera professional
Després de graduar-se de l'institut el 1986, Lindemulder va treballar com a stripper. Va respondre a un anunci buscant una model de figura humana, sense saber que "model de figura humana" significava model nu. Després de reunir-se amb el fotògraf que havia publicat l'anunci, aquest li va demanar que fes una fotografia per a Penthouse, una revista pornogràfica masculina. Lindemulder va aparèixer per primera vegada al número de desembre de 1987, com a Mascota del Mes. Va aparèixer diverses vegades més a Penthouse durant els següents deu anys, així com en altres revistes masculines com ara Gallery i Hustler, i va ser escollida com a finalista a Mascota de l'Any el 1990.

## Carrera professional

### Carrera cinematogràfica per a adults
Lindemulder va saltar a la fama actuant en pornografia lèsbica per a la distribuïdora de pel·lícules Vivid Video a la dècada del 1990. Juntament amb la seva companya intèrpret de cinema per a adults Julia Ann, Lindemulder també va formar el duet de ball exòtic Blondage, que va protagonitzar diversos vídeos per a Vivid. Blondage va aparèixer en un dels primers números del còmic de Carnal Comics titulat True Stories of Adult Film Stars, que incloïa una història escrita per Lindemulder.

### Modelatge i actuació
El 1997, Lindemulder va interpretar l'esposa d'un director d'un campament a la pel·lícula Private Parts de Howard Stern. També va aparèixer als programes de televisió i ràdio de Stern com a convidada destacada.
Lindemulder va ser la model de portada de l'àlbum Enema of the State de la banda de punk pop Blink-182 l'any 1999, i va aparèixer al videoclip de la cançó "What's My Age Again? " com a infermera.

### Jubilació i retorn
El 1999, Lindemulder va anunciar que deixava la indústria del cinema per a adults per seguir una carrera com a mestra d'educació infantil. Va afegir que una altra raó per la qual es retirava era per centrar-se més en la criança del seu fill. Va ser inclosa al Saló de la Fama de l'AVN el 2002, i la seva retirada va durar fins a l'abril del 2004, quan va anunciar que tornaria, ara, per primera vegada, actuant amb homes. Va signar amb la seva antiga companyia, Vivid Video, i va protagonitzar vuit pel·lícules noves. La seva primera escena cinematogràfica amb un home va ser amb Nick Manning a Maneater. Després que expirés el seu contracte de retorn amb Vivid, Lindemulder va signar amb el rival de Vivid, Digital Playground, i va protagonitzar un grapat de llargmetratges per a ells, inclòs Pirates el 2005.
El gener de 2006 va guanyar dos premis AVN. La seva pel·lícula Janine Loves Jenna, estrenada l'abril de 2007, està coprotagonitzada per Jenna Jameson.
Lindemulder va aparèixer davant d'una càmera per primera vegada en cinc anys al documental del 2017 After Porn Ends 2, que cobria el seu ascens a la fama, el seu número de Blondage, la seva manca de preparació mental per a les realitats de ser famosa i els efectes posteriors de la seva batalla per la custòdia de la seva filla amb la personalitat televisiva Jesse James.
Lindemulder té un compte OnlyFans, que va començar el 2017.

## Vida personal
Lindemulder va aparèixer en una cinta sexual amb el seu xicot d'aleshores, el cantant de Mötley Crüe, Vince Neil, i l'exmodel de Penthouse, Brandy Ledford. Lindemulder va estar casada amb el fundador de West Coast Choppers, Jesse James, del 2002 al 2004.

### Problemes legals i batalla per la custòdia
L'agost de 2008, Lindemulder es va declarar culpable de delictes federals menors per incompliment voluntari del pagament d'impostos federals sobre la renda. No havia pagat gairebé 300.000 dòlars en impostos endarrerits. Havia fet un pagament inicial d'una casa de 647.000 dòlars i havia comprat dos vehicles nous, tot i ser conscient de les seves obligacions amb deute fiscal. S'enfrontava a una pena de fins a un any de presó i a una multa de 100.000 dòlars.
El desembre de 2008, Lindemulder va començar a complir una condemna de sis mesos de presó federal per evasió d'impostos. El jutge també va ordenar que visqués en un centre penitenciari comunitari residencial fins sis mesos després de la seva sortida de la presó, que completés un any de llibertat supervisada i que retornés al govern federal 294.000 dòlars en impostos endarrerits.
Durant l'empresonament de Lindemulder, a Jesse James se li va atorgar la custòdia de la seva filla. Després de l'alliberament de Lindemulder, James i Lindemulder van enfrontar-se en una batalla per la custòdia de la seva filla. Lindemulder tenia drets de visita setmanals limitats a les hores diürnes. La seva sol·licitud d'ampliació dels drets de visita va ser denegada per un tribunal de família del comtat d'Orange.

## Premis i reconeixements
- Premi XRCO de 1994 - Millor escena entre noies (Hidden Obsessions) amb Julia Ann[26]
- Premi AVN 1994 - Millor escena de sexe femení, pel·lícula (Hidden Obsessions) amb Julia Ann[27]
- Premi AVN 1997 - Millor actuació provocativa (Primer pla extrem)[27]
- Premi AVN 2000 - Millor escena de sexe femení, pel·lícula (Seven Deadly Sins) amb Julia Ann [27]
- Premi AVN 2000 - Millor actriu secundària, pel·lícula (Seven Deadly Sins)[27]
- Saló de la Fama de les Ballarines Exòtiques 2001
- Membre del Saló de la Fama de l'AVN del 2002 [28]
- Premi AVN 2006 - Millor escena de sexe femení (Pirates) amb Jesse Jane[29]
- Premi AVN 2006 - Millor actriu, vídeo (Pirates)[30]
- Premi XRCO 2006 - Milf de l'Any[31][32]
- Membre del Saló de la Fama de XRCO del 2006[31][32]
- Premi AVN 2007 - Millor escena de sexe en parella, pel·lícula (Emperor) amb Manuel Ferrara[33]
- Membre del Saló de la Fama Inked del 2015[34]